# System kontroli i certyfikacji rolnictwa ekologicznego
System kontroli i certyfikacji rolnictwa ekologicznego – zbiór regulacji prawnych Unii Europejskiej i Polski w zakresie warunków niezbędnych podczas wszystkich etapów procesu produkcji żywności i obrotu handlowego żywnością z gospodarstw ekologicznych. Celem systemu jest zapewnienia bezpieczeństwa życia i zdrowia konsumentów w zakresie korzystających z produktów ekologicznych.

## Regulacje europejskie dotyczące systemu kontroli i certyfikacji rolnictwa ekologicznego
W rozporządzeniu Parlamentu Europejskiego i Rady (UE) z 2004 r. w sprawie kontroli urzędowych przeprowadzanych w celu sprawdzenia zgodności z prawem paszowym i żywnościowym ustanowiono, że państwa członkowskie ustanawiają system kontroli i wyznaczają jeden lub kilka właściwych organów odpowiedzialnych za kontrole.
Kontrole urzędowe powinny być przeprowadzane przy wykorzystaniu właściwych technik opracowanych w tym celu, łącznie z rutynowym nadzorem i bardziej intensywnymi kontrolami, takimi jak inspekcje, weryfikacje, audyty, pobieranie próbek i ich badanie.
Urzędowe certyfikaty oznaczają procedurę za pomocą której właściwy organ kontrolny upoważniony do takiego działania, przekazują w formie pisemnej, elektronicznej lub równoważnej zapewniają zgodność procesu produkcji żywności z obowiązującymi regulacjami.
W rozporządzeniu Parlamentu Europejskiego i Rady (UE) z 2007 r. w sprawie produkcji ekologicznej i znakowania produktów ekologicznych określono, że charakter i częstotliwość przeprowadzania kontroli określa się na podstawie oceny ryzyka wystąpienia nieprawidłowości lub naruszeń zgodności z wymogami ustalonymi w rozporządzeniu. 
Przepisy rozporządzenia Parlamentu Europejskiego i Rady (WE) z 2007 r. stosuje się na wszystkich etapach produkcji, przygotowania i dystrybucji produktów oraz ich kontroli oraz stosowania oznaczeń odnoszących się do produkcji ekologicznej do następujących produktów pochodzenia rolnego (w tym pochodzących z akwakultury):
- żywe lub nieprzetworzone produkty rolne,
- przetworzone produkty rolne przeznaczone do spożycia,
- pasze,
- wegetatywny materiał rozmnożeniowy i nasiona do celów uprawy, oraz drożdże przeznaczone do spożycia lub używane jako pasze.

## System kontroli i certyfikacji rolnictwa ekologicznego
Za system kontroli i certyfikacji w rolnictwie ekologicznym odpowiedzialne były do 2022 r. następujące organy i jednostki organizacyjne:
- Minister Rolnictwa i Rozwoju Wsi, jako organ upoważniający jednostki certyfikujące do prowadzenia kontroli i wydawania certyfikatów;
- Inspekcja Jakości Handlowej Artykułów Rolno-Spożywczych (IJHAR-S) sprawuje nadzór nad jednostkami certyfikującymi oraz nadzór nad produkcją ekologiczną;
- Inspekcja Handlowa współpracuje z IJHAR-S przy sprawowaniu nadzoru nad jednostkami certyfikującymi oraz produkcją ekologiczną, w zakresie wprowadzania do obrotu detalicznego produktów rolnych;
- Inspekcja Weterynaryjna współpracuje z IJHAR-S przy sprawowaniu nadzoru nad jednostkami certyfikującymi oraz produkcją ekologiczną;
- Państwowa Inspekcja Ochrony Roślin i Nasiennictwa współpracuje z IJHAR-S przy sprawowaniu nadzoru nad jednostkami certyfikującymi oraz produkcją ekologiczną;
- upoważnione jednostki certyfikujące, akredytowane w zakresie rolnictwa ekologicznego.

## Rola Inspekcji Jakości Handlowej Artykułów Rolno-Spożywczych
Główny Inspektor Inspekcji Jakości Handlowej Artykułów Rolno-Spożywczych jest uprawniony do sprawowania nadzoru nad jednostkami certyfikującymi oraz nad produkcją ekologiczną.
Na podstawie ustawy o rolnictwie ekologicznym i produkcji ekologicznej Inspekcja Jakości Handlowej Artykułów Rolno-Spożywczych posiada następujące uprawnienia:
- dokonuje kontroli produktów rolnictwa ekologicznego pochodzących z krajów trzecich, w tym kontroli granicznej,
- gromadzi i przechowuje informacje o producentach.

## Nadzór nad jednostkami certyfikującymi w rolnictwie ekologicznym
W ramach nadzoru nad upoważnionymi jednostkami certyfikującymi Główny Inspektor IJHAR-S: 
- przeprowadza analizy danych dostarczanych przez upoważnione jednostki certyfikujące;
- przeprowadza audytu i inspekcje jednostek certyfikujących w zakresie stosowania przez nie procedur kontrolnych, posiadanych środków technicznych i kwalifikacji posiadanych przez osoby prowadzące kontrole oraz dokonuje sprawdzenia dokumentów dotyczących kontroli;
- przekazuje jednostkom certyfikującym wnioski pokontrolne;
- może żądać od jednostek certyfikujących wszelkich dodatkowych informacji i danych związanych z wykonywanym nadzorem;
- może sprawdzić u producentów ekologicznych prawidłowość kontroli prowadzonej przez jednostki certyfikujące.

## Współpraca w zakresie produkcji ekologicznej
W ramach nadzoru nad jednostkami certyfikującymi i nadzoru nad produkcją ekologiczną Inspekcja Jakości Handlowej Artykułów Rolno-Spożywczych współpracuje z:
- Urzędem Ochrony Konkurencji i Konsumentów – w zakresie wprowadzania do obrotu detalicznego żywych lub nieprzetworzonych produktów rolnych oraz przetworzonych produktów rolnych przeznaczonych do spożycia;
- Inspekcją Weterynaryjną – w zakresie pasz;
- Państwową Inspekcją Ochrony Roślin i Nasiennictwa – w zakresie wegetatywnego materiału rozmnożeniowego i nasion do celów uprawy.